# PMBOK

Настанова PMBOK 7е видання

Настанова до зводу Знань з управління проєктами (англ. A Guide to the Project Management Body of Knowledge або PMBOK Guide) — настільна книга менеджерів проєктів в усьому світі. Її взяли за основу при розробці міжнародного стандарту ISO 21500 та Американського національного стандарту ANSI/PMI 99-001-2008. Це найбільш розповсюджене зібрання знань з управління проєктами, що використовується у понад 200 країнах. Крім того, PMBOK є базою для найбільш поширеної сертифікації проєктних менеджерів PMP (англ. Project Management Professional). .
З метою виконання зобов'язання PMI постійно поліпшувати та оновлювати інформацію, а також зберігати статус стандарту, затвердженого Американським національним інститутом стандартів (англ. American National Standarts Institute, ANSI), PMBOK оновлюється щонайменше раз на п'ять років.

## Функції PMBOK
PMBOK складається з дев'яти функцій: менеджменту обсягів, витрат, часу, якості, людських ресурсів, комунікацій, контрактів/постачання, ризиків, проєктної інтеграції. Перші чотири функції (спрямовані на управління цілями) заведено називати основними.

### Основні
1. Управління обсягом проєкту — контролює проєкт за допомогою встановлення його мети, завдань і цілей.
2. Управління витратами — передбачає фінансовий контроль проєкту завдяки накопиченню, аналізу та складанню звітів по витратах.
3. Управління часом — передбачає планування, складання календарних графіків та їх контроль для забезпечення вчасного виконання проєкту.
4. Управління якістю — забезпечує виконання стандартів якості, встановлених для проєкту.

### Додаткові
П'ять функцій, перелічених нижче (спрямовані на управління певними об'єктами), називають додатковими:
1. Управління людськими ресурсами — включає спрямування і координацію діяльності людей, залучених до проєкту.
2. Управління комунікаціями — накопичує інформацію, якою обмінюються члени проєктної команди, керівництво, і сприяє успішному завершенню проєкту.
3. Управління контрактами/постачанням — передбачає відбір, переговори і підписання замовлень, контроль за постачанням матеріалів, устаткування і послуг (обслуговування).
4. Управління ризиком — залежить від ступеня невизначеності проєкту і базується на знаннях та досвіді із зазначенням умов реалізації конкретного проєкту.
5. Управління проєктною інтеграцією — має забезпечити належну координацію всіх функцій проєкту.

## Групи процесів
Всі процеси поділяються на такі групи:

### Група процесів ініціації[1]
Група процесів ініціації складається з процесів, що сприяють формальної авторизації початку нового проєкту. Процеси ініціації часто виконуються поза рамками проєкту. У ході процесу ініціації уточнюються початкове опис змісту і ресурси, які організація планує вкласти. На цьому етапі також вибирається менеджер проєкту, якщо він ще не призначений, і документуються вихідні допущення і обмеження. До групи процесів ініціації входять такі процеси:
- Визначення залучених сторін та (відповідно до їх вимог) розробка попереднього опису змісту проєкту
- Розробка Статуту проєкту

### Група процесів планування[2]
Визначає і уточнює цілі і планує дії, необхідні для досягнення цілей і змісту, заради яких був зроблений проєкт.
До групи процесів планування входять такі процеси:
- Розробка плану управління проєктом
- Планування змісту згідно вимог (замовника зовнішнього або власного)
- Визначення обсягу
- Створення ієрархічної структури робіт (ІСР)
- Визначення складу операцій
- Визначення взаємозв'язків операцій
- Оцінка ресурсів операцій
- Оцінка тривалості операцій
- Розробка розкладу
- Вартісна оцінка
- Розробка бюджету витрат
- Планування якості
- Планування людських ресурсів
- Планування комунікацій
- Планування управління ризиками
- Ідентифікація ризиків
- Якісний аналіз ризиків
- Кількісний аналіз ризиків
- Планування реагування на ризики
- Планування закупівель
- Планування контрактів

### Група процесів виконання
Об'єднує людські та інші ресурси для виконання плану управління проєктом даного проєкту. До групи процесів виконання входять такі процеси:
- Керівництво та управління виконанням проєкту
- Процес забезпечення якості
- Набір команди проєкту
- Розвиток команди проєкту
- Поширення інформації
- Запит інформації у продавців
- Вибір продавців

### Група процесів моніторингу та управління[3]
Регулярно оцінює прогрес проєкту і здійснює моніторинг, щоб виявити відхилення від плану управління проєктом, і, в разі необхідності, провести коригувальні дії для досягнення цілей проєкту. До групи процесів моніторингу і управління входять такі процеси:
- Моніторинг та управління роботами проєкту
- Загальне управління змінами
- Підтвердження обсягу (відповідно змісту та цілям)
- Управління обсягом
- Управління розкладом
- Управління вартістю
- Процес контролю якості
- Управління командою проєкту
- Звітність по виконанню
- Управління учасниками проєкту
- Спостереження і управління ризиками
- Адміністрування контрактів

### Група завершальних процесів
Формалізує приймання продукту, послуги або результату і підводить проєкт або фазу проєкту до правильного завершення. Група завершальних процесів містить такі процеси:
- Закриття проєкту
- Закриття контрактів

## PMBOK в Україні
Через воєнною агресією Росії проти України, PMI затвердив ряд ініціатив з підтримки проєктного менеджменту в Україні. Серед них — безкоштовне оприлюднення PMBOK українською мовою на сайті PMI Ukraine. Переклад українською мовою виконала група волонтерів.